# Équipe d'Argentine de Fed Cup
L'équipe d'Argentine de Fed Cup est l’équipe qui représente l’Argentine lors de la compétition de tennis féminin par équipe nationale appelée Fed Cup (ou « Coupe de la Fédération » entre 1963 et 1994).
Elle est constituée d'une sélection des meilleures joueuses de tennis argentines du moment sous l’égide de la Fédération argentine de tennis.

## Résultats par année

### 1964 - 1969
- 1964 (5 tours, 20 équipes) : pour sa première participation, après un « bye » au 1er tour et une victoire contre la Belgique au 2e tour, l’Argentine s'incline en 1/4 de finale contre les États-Unis.
- 1965 (4 tours, 11 équipes) : l’Argentine s'incline au 1er tour contre la Nouvelle-Zélande.
- 1966 (5 tours, 21 équipes) : après un « bye » au 1er tour, l’Argentine s'incline au 2e tour contre l’Allemagne de l'Ouest.
- 1967 - 1968 - 1969 : l’Argentine ne participe pas à ces éditions.

### 1970 - 1979
- 1970 : l’Argentine ne participe pas à cette édition organisée à Fribourg-en-Brisgau.
- 1971 (4 tours, 14 équipes) : l’Argentine s'incline au 1er tour contre la Nouvelle-Zélande.
- 1972 (5 tours, 31 équipes) : après une victoire au 1er tour contre la Finlande, l’Argentine s'incline au 2e tour contre la Grande-Bretagne.
- 1973 (5 tours, 30 équipes) : l’Argentine s'incline au 1er tour contre la Suède.
- 1974 (5 tours, 29 équipes) : l’Argentine s'incline au 1er tour contre la Roumanie.
- 1975 (5 tours, 31 équipes) : après une victoire au 1er tour contre la Yougoslavie, l’Argentine s'incline au 2e tour contre l’Allemagne de l'Ouest.
- 1976 (5 tours, 32 équipes) : après une victoire au 1er tour contre la Nouvelle-Zélande, l’Argentine s'incline au 2e tour contre les Pays-Bas.
- 1977 (5 tours, 32 équipes) : après une victoire au 1er tour contre le Chili, l’Argentine s'incline au 2e tour contre la Suède.
- 1978 (5 tours, 32 équipes) : après une victoire au 1er tour contre le Danemark, l’Argentine s'incline au 2e tour contre la France.
- 1979 (5 tours, 32 équipes) : l’Argentine s'incline au 1er tour contre les Pays-Bas.

### 1980 - 1989
- 1980 (5 tours, 32 équipes) : après une victoire au 1er tour contre les Pays-Bas, l’Argentine s'incline au 2e tour contre la Grande-Bretagne.
- 1981 : l’Argentine ne participe pas à cette édition organisée à Tokyo.
- 1982 (5 tours, 32 équipes) : l’Argentine s'incline au 1er tour contre le Pérou.
- 1983 (qualifications + 5 tours, 39 équipes) : après une victoire au 1er tour contre la France et la Hongrie au 2e tour, l’Argentine s'incline en 1/4 de finale contre la Tchécoslovaquie.
- 1984 (qualifications + 5 tours, 36 équipes) : l’Argentine s'incline au 1er tour contre l’Australie.
- 1985 (qualifications + 5 tours, 38 équipes) : après une victoire au 1er tour contre le Pérou et la Nouvelle-Zélande au 2e tour, l’Argentine s'incline en 1/4 de finale contre les États-Unis.
- 1986 (qualifications + 5 tours, 42 équipes) : après une victoire au 1er tour contre l’Uruguay, la Corée du Sud au 2e tour et l’Autriche en 1/4 de finale, l’Argentine s'incline en 1/2 finale contre la Tchécoslovaquie.
- 1987 (qualifications + 5 tours, 42 équipes) : après une victoire au 1er tour contre la Suisse et la Nouvelle-Zélande au 2e tour, l’Argentine s'incline en 1/4 de finale contre l’Allemagne de l'Ouest.
- 1988 (qualifications + 5 tours, 36 équipes) : après une victoire au 1er tour contre la Grèce, l’Argentine s'incline au 2e tour contre le Danemark.
- 1989 (qualifications + 5 tours, 40 équipes) : après une victoire au 1er tour contre les Philippines, l’Argentine s'incline au 2e tour contre la Bulgarie.

### 1990 - 1999
- 1990 (qualifications + 5 tours, 44 équipes) : l’Argentine s'incline au 1er tour contre l’Allemagne.
- 1991 (qualifications + 5 tours + barrages, 56 équipes) : après une défaite au 1er tour contre la Suisse, l’Argentine l’emporte en play-offs contre le Brésil.
- 1992 (5 tours + barrages, 32 équipes) : après une victoire au 1er tour contre le Mexique et le Japon au 2e tour, l’Argentine s'incline en 1/4 de finale contre l’Espagne.
- 1993 (5 tours + barrages, 32 équipes) : après une victoire au 1er tour contre la Nouvelle-Zélande, la Bulgarie au 2e tour et les États-Unis en 1/4 de finale, l’Argentine s'incline en 1/2 finale contre l’Australie.
- 1994 (5 tours, 32 équipes) : après une victoire au 1er tour contre  Cuba, l’Argentine s'incline au 2e tour contre l’Espagne.

La compétition change de format à compter de 1995 : la Coupe de la Fédération devient Fed Cup.
- 1995 (3 tours, 8 équipes + groupe mondial II, play-offs I et II) : après une victoire en groupe mondial II contre l’Indonésie, l’Argentine l’emporte en play-offs I contre l’Australie.
- 1996 (3 tours, 8 équipes + groupe mondial II, play-offs I et II) : après une défaite en 1/4 de finale du groupe mondial contre la France, l’Argentine s'incline en play-offs I contre la République tchèque.
- 1997 (3 tours, 8 équipes + groupe mondial II, play-offs I et II) : après une victoire en groupe mondial II contre la Corée du Sud, l’Argentine s'incline en play-offs I contre la Suisse.
- 1998 (3 tours, 8 équipes + groupe mondial II, play-offs I et II) : après une défaite en groupe mondial II contre la Slovaquie, l’Argentine s'incline en play-offs II contre l’Australie.
- 1999 (3 tours, 8 équipes + groupe mondial II, round robin play-offs) : l’Argentine échoue dans sa qualification en play-offs II (round robin).

### 2000 - 2009
- 2000 : l’Argentine concourt dans les compétitions par zones géographiques.
- 2001 (2 tours + round robin + finale, 16 équipes + play-offs) : après une victoire au 1er tour du groupe mondial contre le Japon et l’Allemagne en 1/4 de finale, l’Argentine échoue dans l'épreuve du round robin.
- 2002 (4 tours, 16 équipes + play-offs) : après une défaite au 1er tour du groupe mondial contre la France, l’Argentine l’emporte en play-offs I contre la Hongrie.
- 2003 (4 tours, 16 équipes + play-offs) : après une défaite au 1er tour du groupe mondial contre la Slovénie, l’Argentine l’emporte en play-offs I contre la Hongrie.
- 2004 (4 tours, 16 équipes + play-offs) : après une victoire au 1er tour du groupe mondial contre le Japon, l’Argentine s'incline en 1/4 de finale contre la Russie.
- 2005 (3 tours, 8 équipes + groupe mondial II, play-offs I et II) : après une défaite en 1/4 de finale du groupe mondial contre l’Espagne, l’Argentine s'incline en play-offs I contre la Belgique.
- 2006 (3 tours, 8 équipes + groupe mondial II, play-offs I et II) : après une défaite en groupe mondial II contre la Croatie, l’Argentine s'incline en play-offs II contre le Canada.
- 2007 (3 tours, 8 équipes + groupe mondial II, play-offs I et II) : l’Argentine l’emporte en play-offs II contre le Canada.
- 2008 (3 tours, 8 équipes + groupe mondial II, play-offs I et II) : après une victoire en groupe mondial II contre l’Autriche, l’Argentine l’emporte en play-offs I contre l’Allemagne.
- 2009 (3 tours, 8 équipes + groupe mondial II, play-offs I et II) : après une défaite en 1/4 de finale du groupe mondial contre les États-Unis, l’Argentine s'incline en play-offs I contre l’Ukraine.

### 2010 - 2015
- 2010 (3 tours, 8 équipes + groupe mondial II, play-offs I et II) : après une défaite en groupe mondial II contre l’Estonie, l’Argentine s'incline en play-offs II contre le Canada.
- 2011 (3 tours, 8 équipes + groupe mondial II, play-offs I et II) : l’Argentine s'incline en play-offs II contre le Japon.
- 2012 (3 tours, 8 équipes + groupe mondial II, play-offs I et II) : l’Argentine l’emporte en play-offs II contre la Chine.
- 2013 (3 tours, 8 équipes + groupe mondial II, play-offs I et II) : après une défaite en groupe mondial II contre la Suède, l’Argentine l’emporte en play-offs II contre la Grande-Bretagne.
- 2014 (3 tours, 8 équipes + groupe mondial II, play-offs I et II) : après une victoire en groupe mondial II contre le Japon, l’Argentine s'incline en play-offs I contre la Russie.
- 2015 (3 tours, 8 équipes + groupe mondial II, play-offs I et II) : après une défaite en groupe mondial II contre les États-Unis, l’Argentine s'incline en play-offs II contre l’Espagne.

## Bilan de l'équipe
Résultats des confrontations entre l’Argentine et ses adversaires les plus fréquents (3 rencontres minimum dans les groupes mondiaux).
| #  | Adversaires      | Rencontres | Victoires | Défaites | % victoires |
| -- | ---------------- | ---------- | --------- | -------- | ----------- |
| 1  | Nouvelle-Zélande | 6          | 4         | 2        | 67 %        |
| 2  | Japon            | 5          | 4         | 1        | 80 %        |
| 3  | États-Unis       | 5          | 1         | 4        | 20 %        |
| 4  | France           | 5          | 1         | 4        | 20 %        |
| 5  | Australie        | 5          | 1         | 4        | 20 %        |
| 6  | Espagne          | 4          | 0         | 4        | 0 %         |
| 7  | Hongrie          | 3          | 3         | 0        | 100 %       |
| 8  | Allemagne        | 3          | 2         | 1        | 67 %        |
| 9  | Grande-Bretagne  | 3          | 1         | 2        | 33 %        |
| 10 | Pays-Bas         | 3          | 1         | 2        | 33 %        |
| 11 | Canada           | 3          | 1         | 2        | 33 %        |
| 12 | Suisse           | 3          | 1         | 2        | 33 %        |
| 13 | Suède            | 3          | 0         | 3        | 0 %         |
| 14 | Allemagne        | 3          | 0         | 3        | 0 %         |
| 15 | Russie           | 3          | 0         | 3        | 0 %         |

## Bilan des joueuses les plus sélectionnées
Ce bilan est calculé sur la base des rencontres officielles des groupes mondiaux et barrages I et II. Les rencontres des tableaux dits de « consolation » et celles par « zones géographiques » ne sont pas prises en compte. Les joueuses comptant moins de 5 sélections ne sont pas reprises dans le tableau.
| #  | Joueuses             | De   | à    | Sélections | Matchs | Victoires | Défaites | % victoires |
| -- | -------------------- | ---- | ---- | ---------- | ------ | --------- | -------- | ----------- |
| 1  | Adriana Villagrán    | 1979 | 1985 | 7          | 9      | 1         | 8        | 11 %        |
| 2  | Beatriz Araujo       | 1972 | 1977 | 7          | 10     | 3         | 7        | 30 %        |
| 3  | Bettina Fulco        | 1987 | 1994 | 8          | 10     | 5         | 5        | 50 %        |
| 4  | Clarisa Fernández    | 2001 | 2006 | 9          | 12     | 9         | 3        | 75 %        |
| 5  | Elvira Weisenberger  | 1973 | 1977 | 6          | 6      | 1         | 5        | 17 %        |
| 6  | Emilse Raponi        | 1979 | 1984 | 6          | 9      | 5         | 4        | 56 %        |
| 7  | Florencia Labat      | 1989 | 1998 | 19         | 33     | 17        | 16       | 52 %        |
| 8  | Gabriela Sabatini    | 1984 | 1995 | 13         | 27     | 21        | 6        | 78 %        |
| 9  | Gisela Dulko         | 2004 | 2009 | 8          | 21     | 11        | 10       | 52 %        |
| 10 | Inés Gorrochategui   | 1993 | 1995 | 5          | 9      | 7         | 2        | 78 %        |
| 11 | Ivanna Madruga-Osses | 1978 | 1984 | 10         | 14     | 5         | 9        | 36 %        |
| 12 | Jorgelina Cravero    | 2007 | 2010 | 5          | 10     | 3         | 7        | 30 %        |
| 13 | Laura Montalvo       | 1997 | 2002 | 12         | 13     | 6         | 7        | 46 %        |
| 14 | Mailen Auroux        | 2010 | 2013 | 5          | 7      | 2         | 5        | 29 %        |
| 15 | María Emilia Salerni | 2001 | 2008 | 11         | 22     | 10        | 12       | 45 %        |
| 16 | María Irigoyen       | 2008 | 2015 | 11         | 20     | 7         | 13       | 35 %        |
| 17 | Mariana Díaz-Oliva   | 1997 | 2006 | 14         | 25     | 11        | 14       | 44 %        |
| 18 | Mercedes Paz         | 1985 | 1998 | 22         | 34     | 22        | 12       | 65 %        |
| 19 | Paola Suárez         | 1996 | 2004 | 7          | 14     | 9         | 5        | 64 %        |
| 20 | Patricia Tarabini    | 1989 | 2004 | 16         | 17     | 10        | 7        | 59 %        |
| 21 | Paula Ormaechea      | 2009 | 2015 | 10         | 20     | 8         | 12       | 40 %        |
| 22 | Raquel Giscafré      | 1966 | 1978 | 14         | 22     | 10        | 12       | 45 %        |
| 23 | Viviana Gonzalez     | 1976 | 1979 | 6          | 6      | 1         | 5        | 17 %        |